# Gedea
Gedea là một chi nhện trong họ Salticidae.